# Сорокино (Угранский район)
Сорокино — деревня в Угранском районе Смоленской области России. Входит в состав Русановского сельского поселения.
Население — 2 дома (3 жителя) (2011 год).
Расположена в юго-восточной части области в 4 км к юго-западу от Угры, в 1,5 км северо-западнее автодороги Знаменка — Спас-Деменск, на берегу реки Гордота. В 4 км северо-восточнее от деревни находится железнодорожная станция Угра на линии Торжок — Брянск.

## История
В годы Великой Отечественной войны деревня была оккупирована гитлеровскими войсками в октябре 1941 года, освобождена в марте 1943 года.